# Roman Lasocki
Roman Juliusz Lasocki (ur. 17 stycznia 1948 w Łodzi) – polski skrzypek, profesor nauk o sztukach pięknych, wieloletni prorektor Uniwersytetu Muzycznego Fryderyka Chopina w Warszawie.

## Życiorys
W 1971 uzyskał dyplom z gry na skrzypcach w Państwowej Wyższej Szkole Muzycznej w Łodzi. Od lat 70. zaangażowany w działalność pedagogiczną. Został wykładowcą i profesorem Akademii Muzycznej w Katowicach, a także Akademii Muzycznej, przekształconej następnie w Uniwersytet Muzyczny Fryderyka Chopina w Warszawie. Objął stanowisko profesora zwyczajnego na tej uczelni. Od 1996 do 2002 i ponownie od 2005 do 2012 był jej prorektorem do spraw artystycznych. W 1990 otrzymał tytuł profesora w dziedzinie sztuk muzycznych. Prowadził zajęcia na kursach mistrzowskich w krajach europejskich, azjatyckich i północnoamerykańskich.
Jako skrzypek występował na wielu scenach koncertowych świata, grał w Salle Gaveau w Paryżu, Bösendorfer Saal w Wiedniu, Carnegie Hall w Nowym Jorku. Uczestniczył w międzynarodowych festiwalach w tym w Paryżu, a także w festiwalu Warszawska Jesień. Występował m.in. z Orkiestrą Symfoniczną Filharmonii Śląskiej i Narodową Orkiestrą Symfoniczną Polskiego Radia. Brał udział w nagraniu licznych rejestracji archiwalnych dla stacji radiowych i telewizyjnych, a także w nagraniu ponad dwudziestu płyt dla polskich i zagranicznych wytwórni fonograficznych, m.in. CD z II Koncertem skrzypcowym Karola Szymanowskiego i Partitą Witolda Lutosławskiego.

## Odznaczenia i wyróżnienia
Odznaczony m.in. Krzyżem Oficerskim (2001) i Komandorskim (2010) Orderu Odrodzenia Polski, Złotym i Srebrnym Krzyżem Zasługi, Medalem Komisji Edukacji Narodowej oraz Srebrnym i Złotym Medalem „Zasłużony Kulturze Gloria Artis”. Otrzymał Doroczną Nagrodę Ministra Kultury i Dziedzictwa Narodowego za całokształt twórczości (2023).